# 501e Legioen

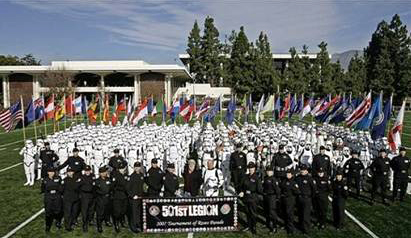
Leden van het 501e Legioen met George Lucas, 2007

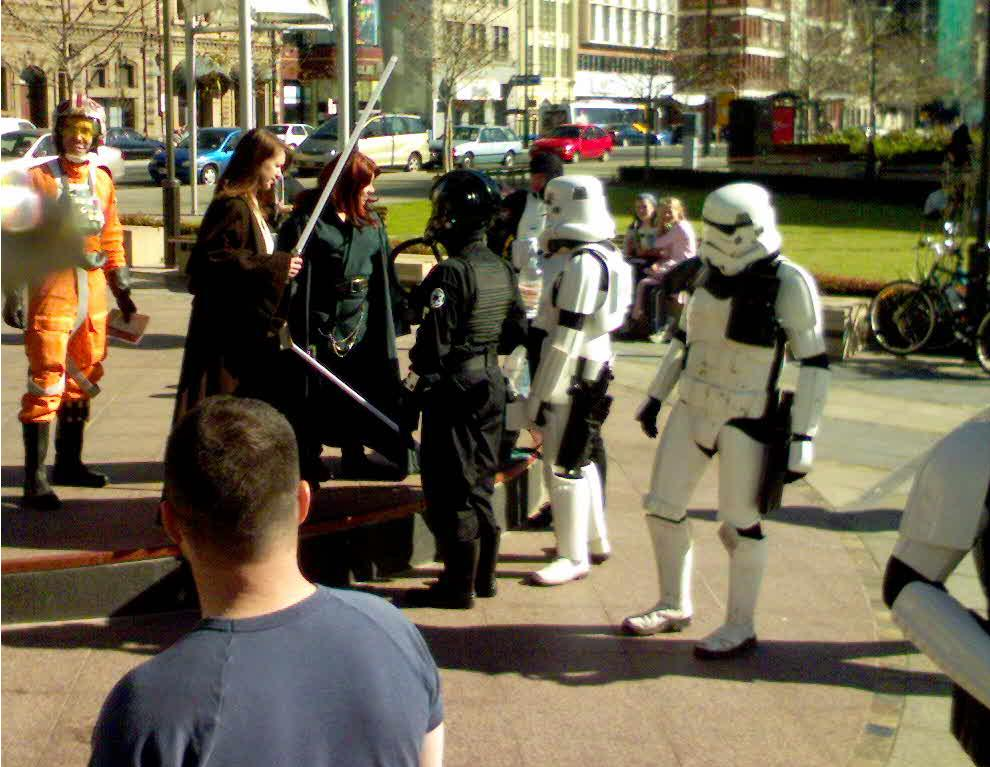
Leden van het legioen bij een evenement in Adelaide, Australië

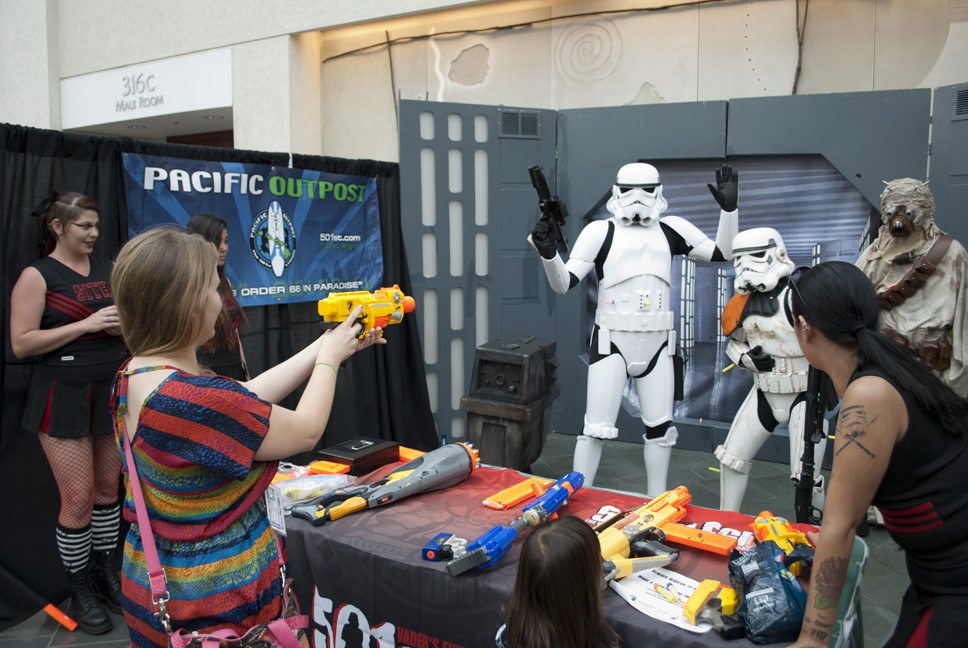
Bezoekers mogen voor geld schieten op leden van het legioen bij een liefdadigheidsbijeenkomst

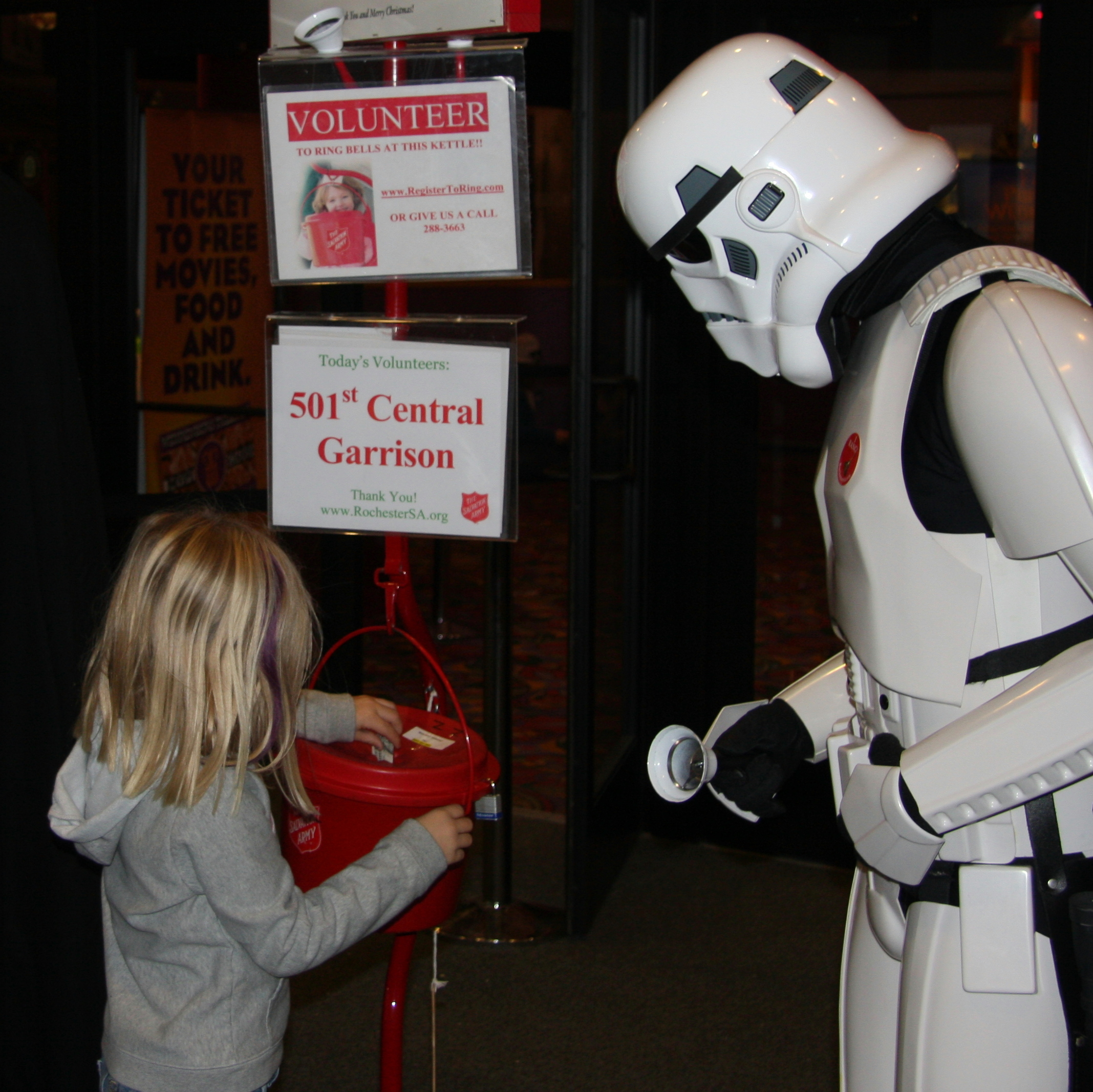
Een vrijwilliger van het legioen collecteert voor het Leger des Heils

Het 501e Legioen (Engels: 501st Legion) is een internationale organisatie van vrijwilligers die zich richt op het maken en dragen van replica's van kostuums van stormtroopers uit de filmserie Star Wars. De organisatie heeft de bijnaam Vader’s Fist.
Het legioen werd in 1997 opgericht door Albin Johnson en Tom Crews uit South Carolina, Verenigde Staten, en is vernoemd naar het 501e legioen van stormtroopers aan boord van de Death Star. In 2014 heeft het legioen ongeveer 6.500 leden verspreid over meer dan 50 landen, met in totaal bijna 11.000 goedgekeurde kostuums.
Leden van het legioen dragen hun kostuums bij evenementen en gelegenheden, waaronder liefdadigheidsbijeenkomsten. Het legioen is niet geassocieerd met Lucasfilm of The Walt Disney Company, echter Lucasfilm maakt wel veel gebruik van hun diensten tijdens evenementen.